# Acanthogonatus notatus
Espèce
Synonymes
- Chubutia notata Mello-Leitão, 1940

Acanthogonatus notatus est une espèce d'araignées mygalomorphes de la famille des Pycnothelidae.

## Distribution
Cette espèce est endémique de la province de Chubut en Argentine,.

## Description
Le mâle holotype mesure 7,5 mm.
Le mâle décrit par Goloboff en 1995 mesure 12,52 mm et la femelle 11,99 mm.

## Systématique et taxinomie
Cette espèce a été décrite sous le protonyme Chubutia notata par Mello-Leitão en 1940. Elle est placée en synonymie avec Acanthogonatus patagonicus par Gerschman et Schiapelli en 1970. Elle est relevée de synonymie par Goloboff en 1995.

## Publication originale
- Mello-Leitão, 1940 : Arañas de la provincia de Buenos Aires y de las gobernaciones de La Pampa, Neuquén, Río Negro y Chubut. Revista del Museo de La Plata (Nueva Serie), Zoología, La Plata, vol. 2, no 9, p. 3-62.